# Cuba libre
El cuba libre (també anomenat, vulgarment, cubata o més correctament combinat) és el còctel resultant de la barreja de rom i refresc de cola. Altres mots emprats per a referir-se al cuba libre són "roncola" a Xile o "cuba" a Mèxic. A Espanya també és anomenat "cubata", però aquest mot també es refereix a tots els còctels que contenen begudes alcohòliques.

## Preparació
Encara que hi ha diverses formes i proporcions a l'hora de preparar-lo, llegim en algunes fonts que es fa en un got Highball (got llarg), malgrat que pot fer-se en d'altres tipus de got, en les quals s'hi posen diversos glaçons, després s'hi afegeixen uns 50 ml de rom blanc i s'acaba omplint el got amb refresc de cola. Finalment, s'hi afegeixen unes gotes de llimona i es guarneix amb una rodanxa d'aquest cítric.

## Història
L'origen és incert. Diverses suposicions fan pensar que la beguda es va preparar per primer cop a principis del segle xx, algunes fonts, argumenten que al termini de la Guerra de Cuba entre Estats Units i Espanya -i en la qual, Cuba va alliberar-se del domini espanyol- els soldats nord-americans van portar refresc de Cola a l'illa i el van barrejar amb rom. La distribució oficial de Coca-cola a Cuba data del 1900.
Tenint en compte el moment en què es va crear la beguda, se li va donar el nom de "Cuba libre", tot i que ja hi havia una beguda anterior amb el mateix nom, mescla d'aigua i sucre negre.
La denominació vulgar del combinat prové del costum espanyol des de la segona meitat del segle XX a derivar el sufix -ata a paraules col·loquials i familiars, com bocata (entrepà), ordenata (ordinador), etc.
Fausto Rodriguez, un executiu publicitari de Bacardí, afirmà que estava present en el moment en què la beguda es prepara per primera vegada i va fer una declaració jurada notarial el 1965. Segons Rodríguez, això va ocórrer l'agost de 1900, quan era un missatger de 14 anys que treballava per a un membre del cos de senyal de l'exèrcit dels Estats Units a l'⁣Havana. Un dia, a un bar local, el cap de Rodríguez va ordenar barrejar rom Bacardí amb Coca-Cola. Això va intrigar a un grup de soldats nord-americans, que van demanar-ne una ronda per a ells. Bacardi va publicar la declaració jurada de Rodriguez en un anunci de la revista Life el 1966. No obstant això, la condició de Rodriguez com a executiu de Bacardi ha portat alguns analistes a dubtar de la veracitat de la història. Una altra història diu que la beguda es va crear per primera vegada el 1902 al restaurant El Floridita de l'Havana per a celebrar l'aniversari de la independència cubana.
La beguda es va convertir en molt popular a Cuba perquè els ingredients estaven a l'abast de tothom. Havana ja era coneguda per les seues begudes gelades al segle xix, ja que era una de les poques ciutats amb clima càlid que comptava amb abundants reserves de gel des de regions més fredes. Bacardí i altres roms cubans també van créixer després que la independència va atraure un gran nombre de turistes i inversors estrangers, així com noves oportunitats per exportar alcohol. Els roms lleugers com Bacardí es van utilitzar per als còctels, ja que es considerava que es barrejaven millor que els roms foscos més durs. Coca-Cola havia estat un mesclador habitual als Estats Units des que es va embotellar per primera vegada el 1886, i es va convertir en una beguda omnipresent a molts països després que es va exportar per primera vegada el 1900.
La beguda ràpidament es va estendre de Cuba als Estats Units. A principis del segle xx, el còctel, com la mateixa Coca-Cola, era més popular al sud dels Estats Units. Durant l'era de la prohibició, del 1922 al 1933, Coca-Cola es va convertir en un mesclador preferit per dissimular el gust dels roms de baixa qualitat, així com d'altres licors. El 1921, HL Mencken va escriure de broma sobre una variant de Carolina del Sud anomenada "jump stiddy", que consistia en Coca-Cola barrejada amb alcohol desnaturalitzat drenat dels radiadors d'automòbils. Després de la Prohibició, el rom i la Coca-Cola es van fer prevalents també al nord i a l'oest dels Estats Units, a tots els estrats de la societat.
El combinat va assolir un nou nivell de popularitat durant la Segona Guerra Mundial. A partir del 1940, els Estats Units van establir una sèrie d'avançades a les Índies Occidentals Britàniques per defensar-se de l'armada alemanya. La presència nord-americana va crear una demanda intercultural, amb els militars nord-americans i els locals desenvolupant gustos pels productes de cadascun. En particular, el personal militar nord-americà es va aficionar al rom caribeny, de baix cost, mentre que la Coca-Cola es va fer especialment freqüent a les illes gràcies a la companyia, que el va enviar amb els militars. Als Estats Units, el rom importat va ser cada vegada més popular, ja que les quotes governamentals d'alcohol industrial reduïen la producció de destil·ladors americans de licors nacionals.
El 1943, Lord Invader trau la cançó Calypso "Rum and Coca-Cola", fent que hi haguera més atenció sobre la beguda a Trinitat. La cançó era una adaptació de la composició de Lionel Belasco del 1904 "L'Année Passée" amb noves lletres sobre soldats nord-americans a Trinitat que es gitaven amb xiques locals mentre bevien rom i coca-cola. El còmic Morey Amsterdam va plagiar "Rum and Coca-Cola" i el va llicenciar a Andrews Sisters com a obra pròpia. La versió de les Andrews Sisters va tindre èxit el 1945 i va augmentar encara més la popularitat del rom i la coca-cola, especialment en l'exèrcit. Lord Invader i els propietaris de la composició de Belasco van demandar amb èxit a Morey Amsterdam pels drets de la cançó.
Durant la Revolució cubana el 1959, Bacardi va fugir a Puerto Rico. L'any següent, els Estats Units van posar un embargament contra Cuba que prohibia la importació de productes cubans, mentre que Cuba també prohibia la importació de productes nord-americans. Com que el rom de fabricació cubana no estava disponible als EUA i la Coca-Cola no estava disponible a Cuba, es va fer difícil elaborar un rom i coca-cola amb els seus ingredients tradicionals a cap dels dos països.